# Markvart de Úlice
Markvart de Úlice (Allemand: Marvkart von Aulitz) était un hetman de Sigismond de Luxembourg. Il était le chef d'une armée de Prague qui assiégea Kutná Hora (Allemand : Kuttenberg) à la demande par lettre du roi Sigismond le 24 décembre 1402. Ses soldats ont rasé et pillé une grande partie des environs de la ville. Il mourut après avoir été touché par une flèche lors du siège de Suchdol le 27 décembre 1402,.

## Culture populaire
Une version fictive de Markvart existe entant qu'antagoniste dans le jeu vidéo Kingdom Come: Deliverance de 2018. Référencé dans le jeu sous le nom de Sir Markvart von Aulitz, il est représenté comme le meneur d’une attaque sur Silver Skalitz qui influence directement les événements du jeu. Cependant, le jeu prend des libertés puisqu'il se déroule en 1403, soit après la mort historique de Markvart.
Il est toujours présent comme antagoniste dans sa suite : Kingdom Come: Deliverance II